# Gzip
gzip是一种压缩文件格式并且也是一个在类 Unix 上的一种文件解压缩的软件，通常指GNU計劃的實現，此處的gzip代表GNU zip。也經常用來表示gzip這種文件格式。軟件的作者是Jean-loup Gailly和Mark Adler。在1992年10月31日第一次公開發布，版本號0.1，1993年2月，发布了1.0版本。
OpenBSD中所包含的gzip版本實際上是compress程序，其對gzip文件的支持在OpenBSD 3.4中被添加，此處的g代表免費（gratis）。

## 文件格式
gzip的基础是DEFLATE，DEFLATE是LZ77与哈夫曼编码的一个组合体。DEFLATE最初是作为LZW以及其它受专利保护的数据压缩算法的替代版本而设计的，当时那些专利限制了compress以及其它一些流行的归档工具的应用。
文件格式说明：
- 10字节的头，包含幻数、版本号以及时间戳
- 可选的扩展头，如原文件名
- 文件体，包括DEFLATE压缩的数据
- 8字节的尾注，包括CRC-32校验和以及未压缩的原始数据长度

尽管这种文件格式允许多个这样的数据拼接在一起，在解压时也能认出它们是拼接在一起的数据，但通常gzip仅用来压缩单个文件。多个文件的压缩归档通常是首先将这些文件合并成一个tar文件，然后再使用gzip进行压缩，最后生成的.tar.gz或者.tgz文件就是所谓的“tar压缩包”或者“tarball”。
注意不要将gzip和ZIP压缩格式混淆。ZIP也使用DEFLATE算法，而且可移植性更好，不需要一个外部的归档工具就可以包容多个文件。但是，由于ZIP对每个文件进行单独压缩而没有利用文件间的冗余信息（即固实压缩），所以ZIP的压缩率会稍逊于tar压缩包。

## gzip命令的常用选项
- -c，--stdout将解压缩的内容输出到标准输出，原文件保持不变
- -d，--decompress解压缩
- -f，--force强制覆盖旧文件
- -l，--list列出压缩包内储存的原始文件的信息（如，解压后的名字、压缩率等）
- -n，--no-name压缩时不保存原始文件的文件名和时间戳，解压缩时不恢复原始文件的文件名和时间戳（此时，解出来的文件，其文件名为压缩包的文件名）
- -N，--name压缩时保存原始文件的文件名和时间戳，解压缩时恢复原始文件的文件名和时间戳
- -q，--quiet抑制所有警告信息
- -r，--recursive递归
- -t，--test测试压缩文件完整性
- -v，--verbose冗余模式（即显示每一步的执行内容）
- -1、-2、...、-9压缩率依次增大，速度依次减慢，默认为-6

## 衍生品和其它应用
在大多数Linux发行版中，通过使用 zx 选项来提取.tar.gz格式的压缩文件，例如：tar -zxf file.tar.gz。
zlib是DEFLATE算法的实现库，它的API同时支持gzip文件格式以及一个简化的数据流格式。zlib数据流格式、DEFLATE以及gzip文件格式均已被分别标准化为 RFC 1950、RFC 1951、RFC 1952。
gzip在HTTP压缩，一种在万维网中加速传输HTML和其他内容的技术。它是在 RFC 2016 中规定的三种标准HTTP压缩格式之一。这个RFC（征求意见稿）页定义了一种叫做"DEFLATE"的zlib格式，它和gzip格式相同，除了gzip添加了11字节头部和尾部的负载。但是，现在还是建议使用gzip而不是zlib，因为根据 RFC 1950, IE 还没有正确的实现该标准，还不能处理zlib格式。
zlib DEFLATE 已经在 PNG 格式中使用。
自20世纪90年代末期以来，一个基于数据块排序算法的文件压缩工具bzip2作为gzip的替代者逐渐得到流行，它可以生成相当小的压缩文件，尤其是对于源代码和其他结构化文本更是这样，但代价是最高达4倍的内存与处理器时间消耗。bzip2压缩的tar包传统上叫作.tar.bz2或.tbz。
AdvanceCOMP和7zip内部也有一个DEFLATE实现，可以制作gzip兼容的压缩文件，与gzip相比有更高的压缩率，不过比较耗费处理器的处理时间。
gzip压缩文件对应的解压程序是gunzip。